# Argentina ai Giochi della VII Olimpiade
L'Argentina partecipò ai Giochi della VII Olimpiade di Anversa, con un unico atleta a prendere parte alla manifestazione, il pugile Ángel Rodríguez nella categoria pesi piuma.